# Eucereon betzi
Eucereon betzi är en fjärilsart som beskrevs av Fortuné Chalumeau och Delplanque 1978. Eucereon betzi ingår i släktet Eucereon och familjen björnspinnare. Inga underarter finns listade i Catalogue of Life.